# فرودگاه گرینویل/سینو
فرودگاه گرینویل/سینو (به انگلیسی: Greenville/Sinoe Airport) (به زبان بومی: R.E. Murray Airport) یک فرودگاه همگانی با کد یاتا SNI است. این فرودگاه در شهر گرینوایل کشور لیبریا قرار دارد و در ارتفاع ۳ متری از سطح دریا واقع شده‌است.